# Ղ
La Ղ, minuscolo ղ, è la diciottesima lettera dell'alfabeto armeno. Il suo nome è ղատ, ġat (armeno classico: [ɫɑt], armeno moderno: [ʁɑt]).
Rappresenta foneticamente:
- in armeno classico la consonante laterale fricativa alveolare sorda [ɫ]
- in armeno moderno la consonante fricativa uvulare sonora [ʁ].[1]

## Codici
- Unicode:
  - Maiuscola Ղ : U+0542
  - Minuscola ղ : U+0572